# Oran Coltrane
Oran Coltrane (* 19. März 1967 in Huntington als Oranyan Olabisi Coltrane) ist ein US-amerikanischer Jazz- und Popmusiker, der auch als DJ tätig ist.

## Leben und Wirken
Coltrane wuchs in einer musikalischen Familie auf; seine Eltern sind der Jazzsaxophonist John Coltrane und die Jazzpianistin Alice Coltrane. Nach dem frühen Tod seines Vaters spielte er in der Kindheit zunächst Schlagzeug. 1972 war er auf diesem Instrument an einer Bearbeitung von Living Space (einer Aufnahme des John Coltrane Quartetts) durch seine Mutter beteiligt, die auf dem Album Infinity veröffentlicht wurde. 1982 trat er mit seiner Mutter und seinen Brüdern John und Ravi im Quartett Sons of Coltrane in der Royce Hall von Los Angeles auf.
Coltrane studierte am California Institute of the Arts. 1987 trat er mit seiner Mutter und weiteren Musikern aus dem Umkreis von John Coltrane anlässlich von dessen 20. Todestag in New York auf. 1992 gehörte er als Saxophonist zu Santana.
2001 gründete er eine Rockband, in der er sowohl sang und Gitarre als auch Schlagzeug spielte; mit dieser Band tourte er auf den Philippinen. Sein Debütalbum Oranyan (BabySiva/Deity) als Rocksänger und -gitarrist legte er 2004 vor. Im selben Jahr war er als Altsaxophonist an dem Album  Translinear Light von Alice Coltrane beteiligt, im Folgejahr an Meshell Ndegeocellos The Spirit Music Jamia: Dance of the Infidel, zu dem er gemeinsam mit jener auch das Titelstück  Dance of the Infidel schrieb. Im Fernsehfilm Elle: Sing für Deinen Traum ist sein Song Shake It enthalten.